# Macrocondyla manca
Macrocondyla manca är en tvåvingeart som beskrevs av Edwards 1934. Macrocondyla manca ingår i släktet Macrocondyla och familjen svävflugor. Inga underarter finns listade i Catalogue of Life.